# Храм Вознесения Девы Марии (Вальтице)
Храм Вознесения Девы Марии (чеш. Kostel Nanebevzetí Panny Marie) — однонефная приходская церковь в стиле барокко, построенная вместо ныне несуществующей церкви начала XIII века, и располагающаяся в Вальтице, на площади Свободы. Охраняется как памятник культуры с 1958 года. Церковь строилась с несколькими перерывами почти 40 лет.

## История
С первой половины XIII века на месте современного костёла уже стояла небольшая церковь, первое упоминание о которой приходится на 1227 год. Она была сожжена гуситами вместе с городом Вальтице в 1426 году, во время гуситских войн, но вскоре была восстановлена. Вероятно, она находилась неподалёку от нынешнего пресвитерия.
В 1544 году Вальтице посетил епископ Пассау, Вольфганг фон Зальм, который отметил ветхость и малый размер церкви. Таким образом, уже к началу  XVII века стала очевидна необходимость возведения нового, более вместительного здания. У Карла фон Лихтенштейна уже с 1602 года были планы перестройки церкви, но только при его сыне, принце Карле Эйсебиусе фон Лихтенштейне, в 1631 году, началось строительство. Автором проекта был, как некоторыми считается, сам принц, в доказательство чего приводят следующие соображения — принц к 1631 году только что вернулся из поездки по Италии, необычность конструкции церкви для того времени, и интерес принца к искусству и архитектуре. Однако официальным автором проекта считается Джованни Джакомо Тенкалла, который и начал строительство храма вместе с Джованни Баттиста Карлоне[уточнить]. В то время за принца управлял регент, Максимилиан фон Лихтенштейн, который и торжественно открыл строительство. Краеугольный камень, с благословления епископа Пассау, Леопольда Вильгельма Австрийского, заложил и освятил оломоуцкий епископ, Франц фон Дитрихштейн.
В 1632 плотник Августин Кинзель (нем. Augustin Kinzel) завершил работу над макетом нового здания, и по-видимому, сразу после этого начались строительные работы. К 1637 году строительство было в основном завершено, и началась отделка храма, к которой 20 июня 1637 был привлечён Бернардо Бьянки (итал. Bernardo Bianchi).
23 октября 1638 году произошло несчастье — обрушился купол, который при обрушении ещё и сильно повредил обе боковые капеллы и уже почти готовую внутреннюю отделку храма. Джованни Джакомо Тенкалла был изгнан с должности архитектора, и строительство заморозилось на следующие три года, в том числе и из-за высоких расходов на затянувшуюся Тридцатилетнюю войну.
К строительству вновь приступили в 1641 году. В Вальтице 24 июля 1641 был приглашён известный архитектор Андреа Эрна для того, чтобы выяснить причины разрушения. В результате расследования Эрна пришел к выводу, что дело было в прогнивших строительных лесах. Неизвестно, насколько это было правдой, и, возможно, что настоящая причина была в неопытности архитектора при возведении первого здания такого типа. Профессиональный уровень архитекторов и каменщиков периода Тридцатилетней войны сильно пострадал, о чем свидетельствует ряд примеров плохого состояния кладки и в целом некачественных строительных работ у зданий того периода. Контракт с Эрной на реконструкцию уже построенного здания и завершение строительства был подписан 4 августа 1641, и сразу началась работа. К 1643 году у церкви появился новый купол.
В 1645 году в город вторглись шведские войска, и работы были снова прекращены. В 1652 году умер Андреа Эрна. Работы возобновились лишь в 1653 году, и на пост архитектора был назначен Джованни Баттиста Эрна, сын Андреа Эрны. 18 апреля 1654 к отделке храма был привлечён Доменико Морелли (итал. Domenico Morelli). К январю 1656 года работы вновь приостановились из-за финансовых обстоятельств и возобновились в 1658 году. Работы над фасадом завершились к 1660 году. В 1662 году внезапно скончался Доменико Морелли, и отделочные работы продолжил Джованни Пьетро Тенкалла.
Следующий перерыв был в 1663 году и он был вызван Австро-турецкой войной. Перерыв протянулся семь лет, и работы возобновились лишь в 1670 году.
В 1671 году ещё незавершенная церковь была торжественно освящена архиепископом Пассау, Йоштом (нем. Jodok Brendt), через 40 лет после закладки краеугольного камня.
В 1908-1910 годах был отреставрирован фасад, а также обе башни были надстроены.
Последняя роспись церкви была сделана перед Первой мировой войной. 
В 1992 году, в рамках празднеств по поводу 800-летия города Вальтице, на башне установили два новых колокола. В церемонии участвовал архиепископ Вены, Ханс Герман Гроэр, и епископ Брно, Войтех Цикрле.

## Описание
Церковь выстроена в стиле раннего барокко. Здание визуально доминирует над близлежащими зданиями и хорошо заметно на панораме города, чему помогают размеры храма — 60 метров в длину, 28 метров в ширину, 34 метра высота свода, 60 метров высота башен, и внутренний объём в 41200 м³. Такие размеры делают церковь второй по величине после костёла Святого Иакова среди церквей Брненской епархии. Автор проекта, вероятно, вдохновлялся планом римской церкви Иль-Джезу, в архитектуре угадываются римские мотивы в конструкции пересечения нефа и купола. Неподалёку от церкви находится приходской дом, который относится к старейшим постройкам города.
На фронтоне храма расположены скульптуры Антония Падуанского и Карло Борромео неизвестного авторства.
Стены и своды богато украшены лепниной работы Джованни Пьетро Тенкалла, и скульптурами Бернардо Бьянки (итал. Bernardo Bianchi).  Франц Бинер (нем. Franz Biener) в 1720 году создал кафедру храма. Напротив кафедры находится скульптура Яна Непомуцкого, которую сработал в 1740 году австрийский скульптор Игнац Лангелахер (нем. Ignaz Langelacher). В правой капелле находится копия креста «Consummatum est» (рус. Совершилось!) работы чешского скульптора Игнаца Вейриха.
Автором образов в боковых капеллах, «Поклонение волхвов» в правой и «Обрезание Господне» в левой, является Джованни Баттиста Гидонни (итал. Giovanni Battista Gidonni), который работал над ними с 1640 года. Считается, что ему было поручено расписать всю церковь, однако, скорее всего по финансовым причинам, этот план так и не был реализован. В правой капелле также находится паломническая икона Девы Марии.
В нефе образ «Святое семейство» принадлежит фламандскому художнику Францу де Неве (лат. Franciscus de Neve)[уточнить]. Авторство других образов, украшающих неф, «Бегство в Египет», «Карло Борромео», «Встреча Марии и Елизаветы», неизвестно. Образы «Крестного пути» выполнены художником Карлом Бирнбаумом (нем. Karl Birnbaum).
Картины над главным алтарем принадлежат мастерской Питера Пауля Рубенса. Некоторое время в качестве запрестольного образа служила картина  Вознесение Девы Марии[уточнить], работы Питера Пауля Рубенса, но в 1756 из-за опасности вторжения прусских войск её пришлось перевезти в Вену, а её место заняла копия, выполненная Винчензо Фанти (итал. Vincenzo Fanti) или Гаэтано Фанти.
Орган храма был создан около 1750 года австрийским мастером Иоганном Хенке.
В северной башне церкви висят четыре колокола[уточнить], среди которых колокол Девы Марии, весящий 996 кг, и два колокола, повешенных в 1992 году — колокол «Анна», дар бывших горожан, проживающих в Австрии, и колокол «Вацлав», дар жителей Вальтице.

## Галерея

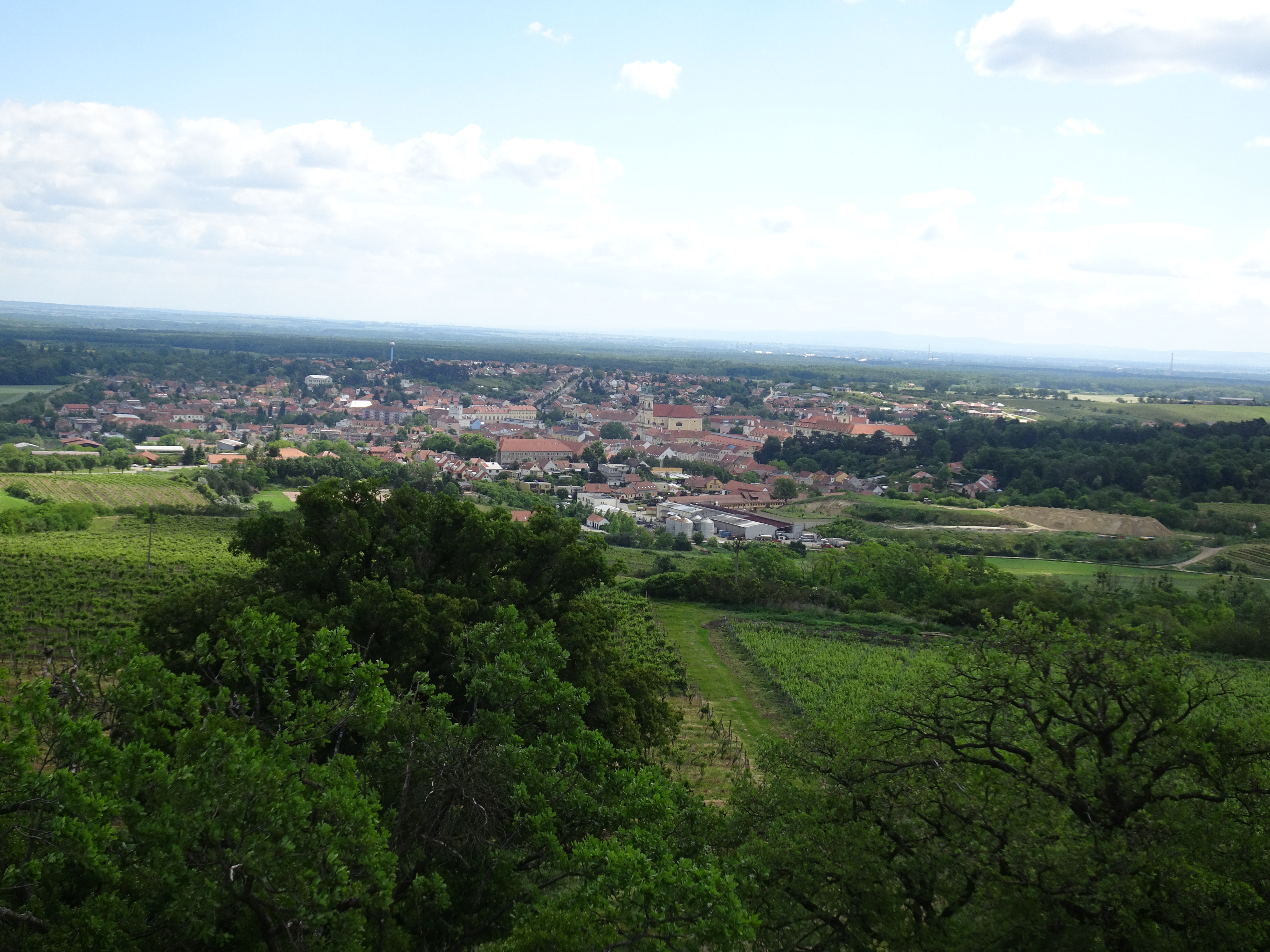
Панорама Вальтице, на которой заметен храм
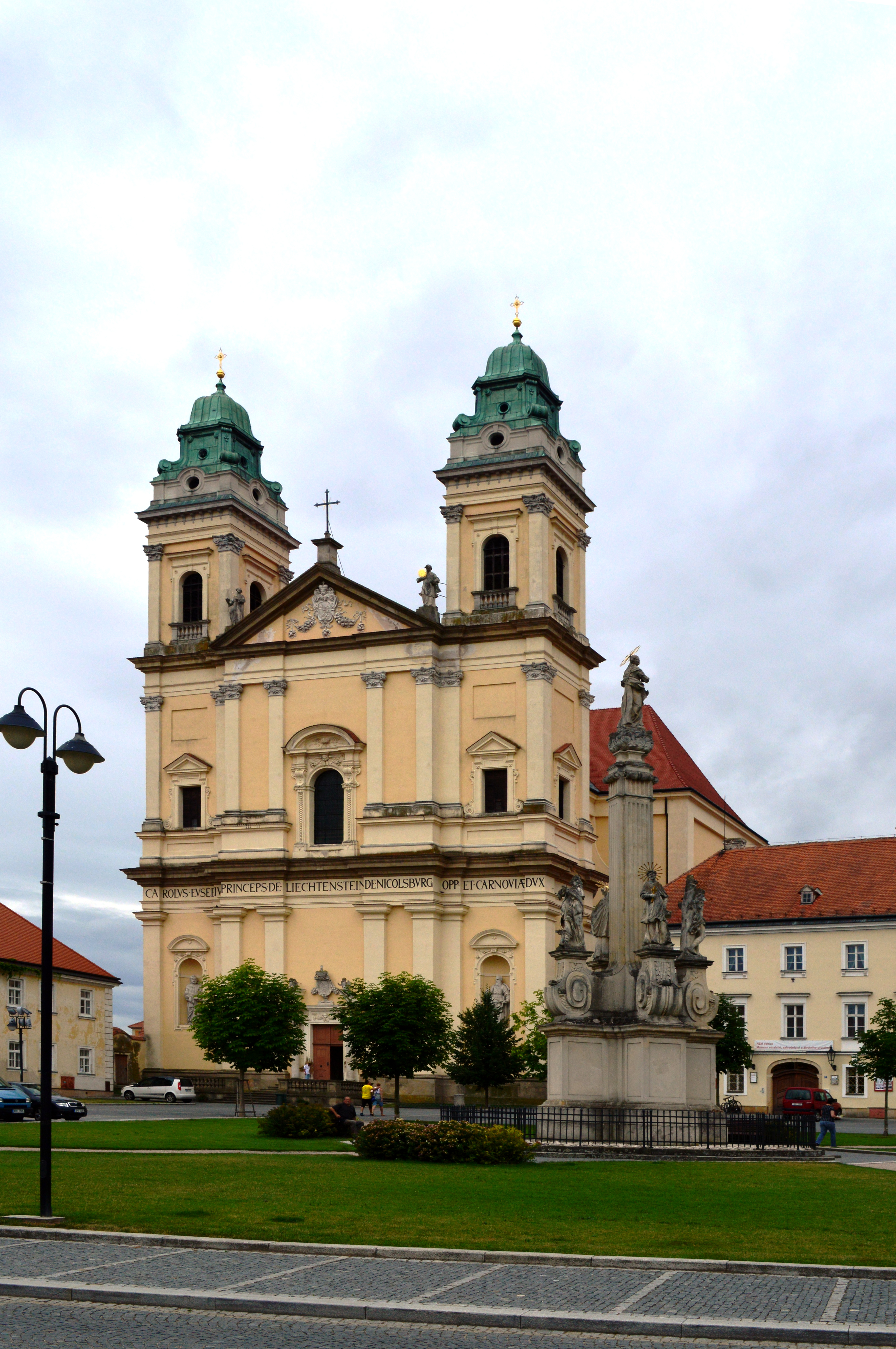
Вид на фасад храма
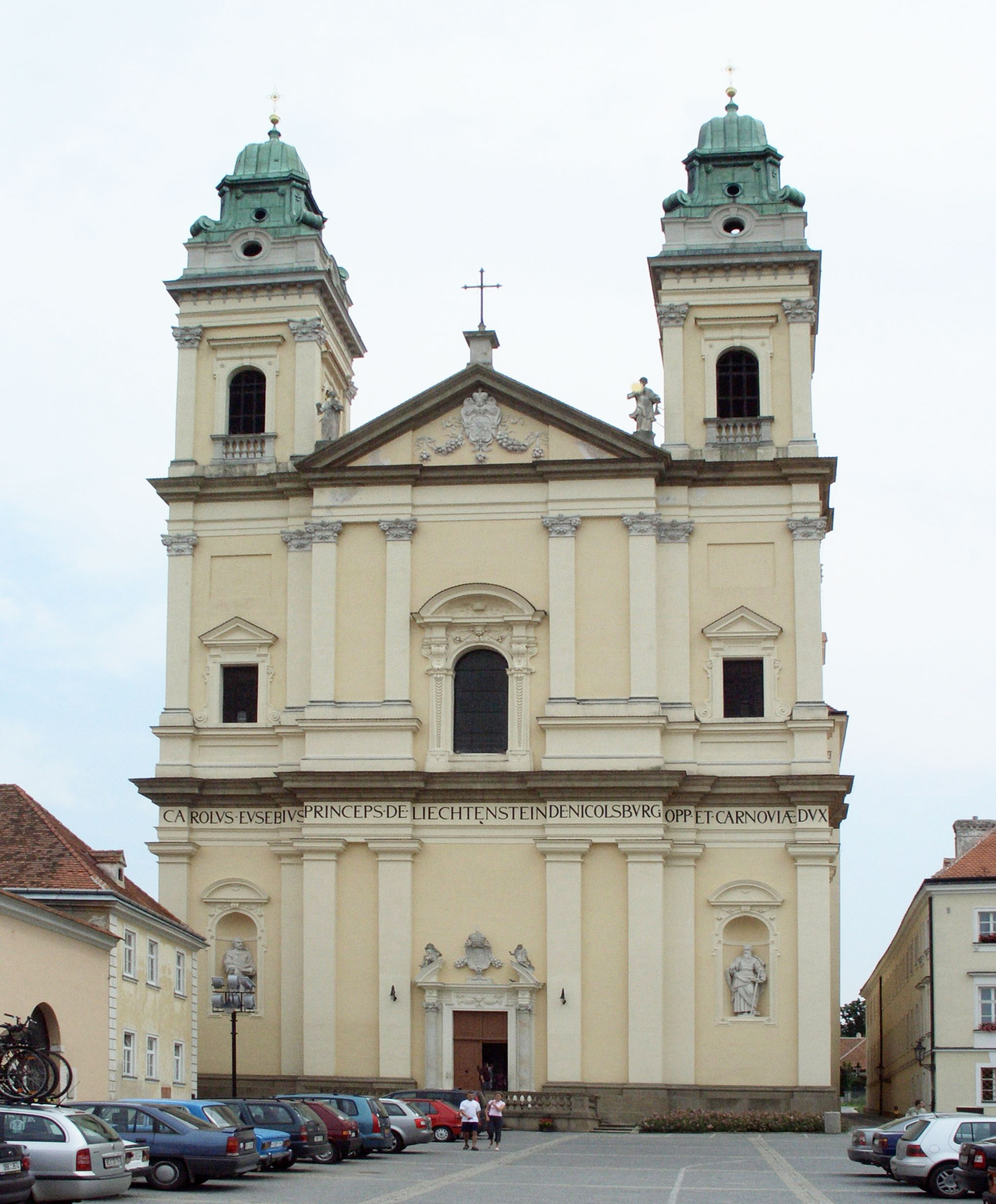
Фасад храма крупно
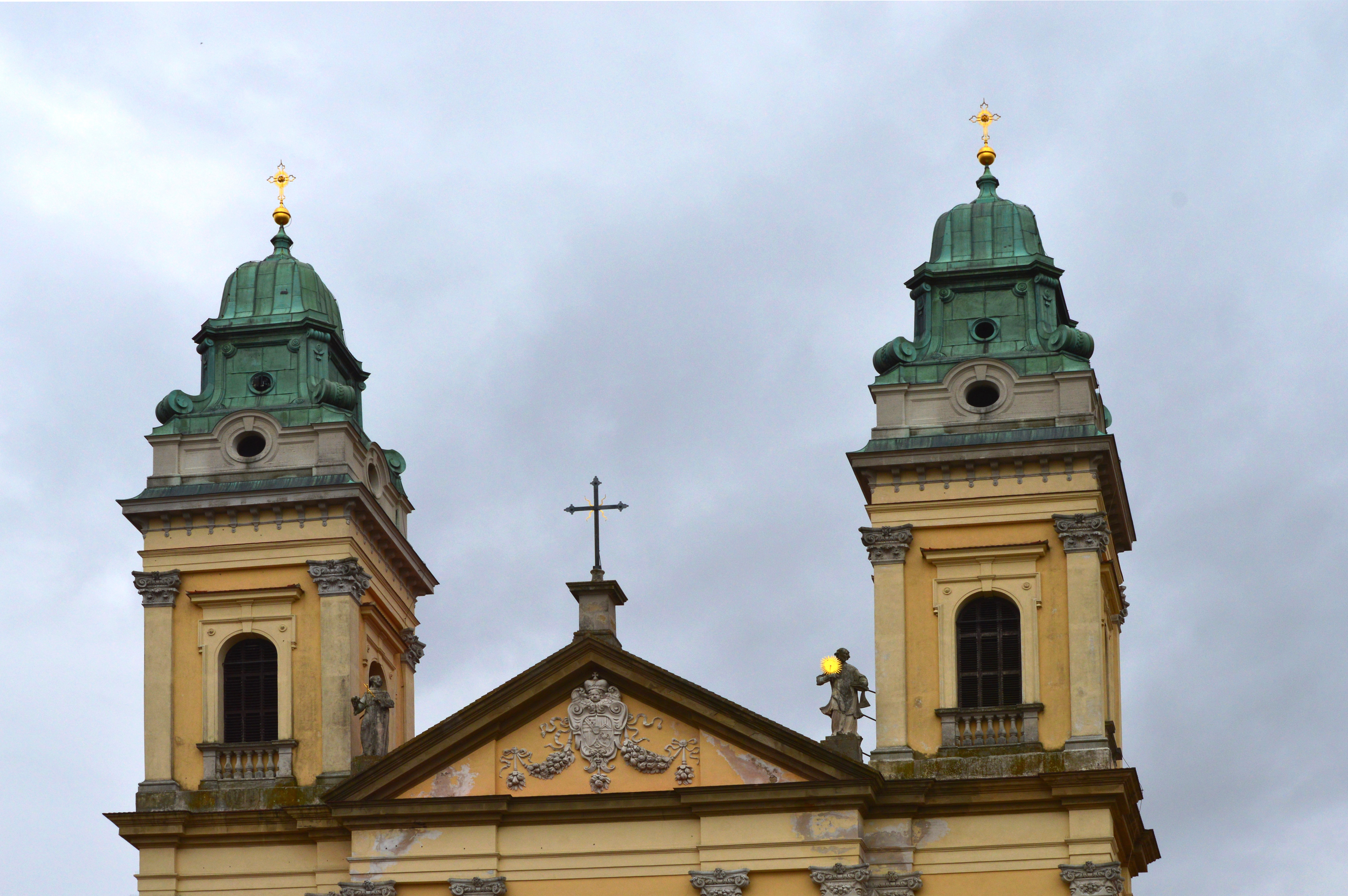
Скульптуры Антония Падуанского и Карло Борромео на фронтоне храма
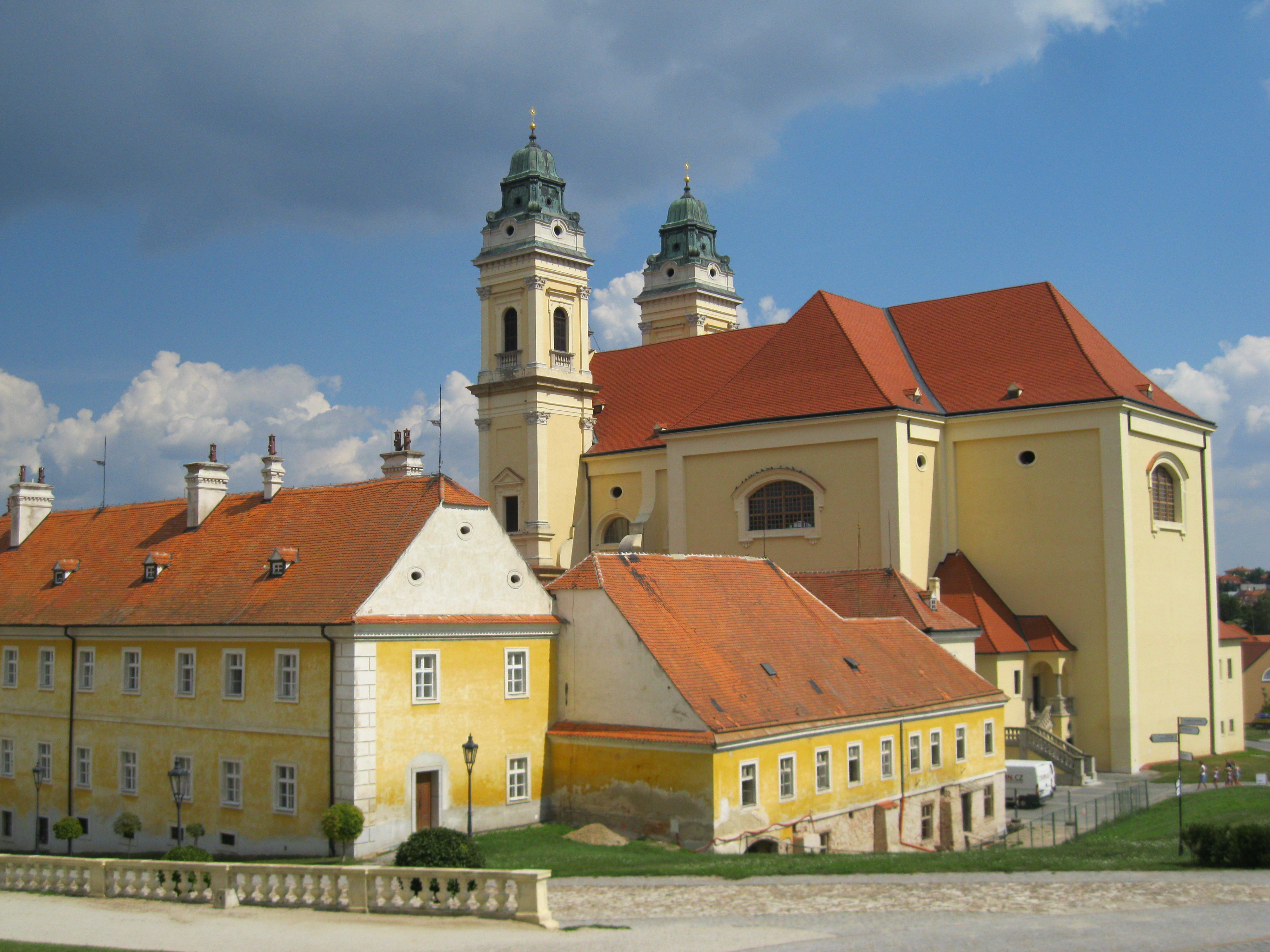
Вид на храмовый комплекс с торца
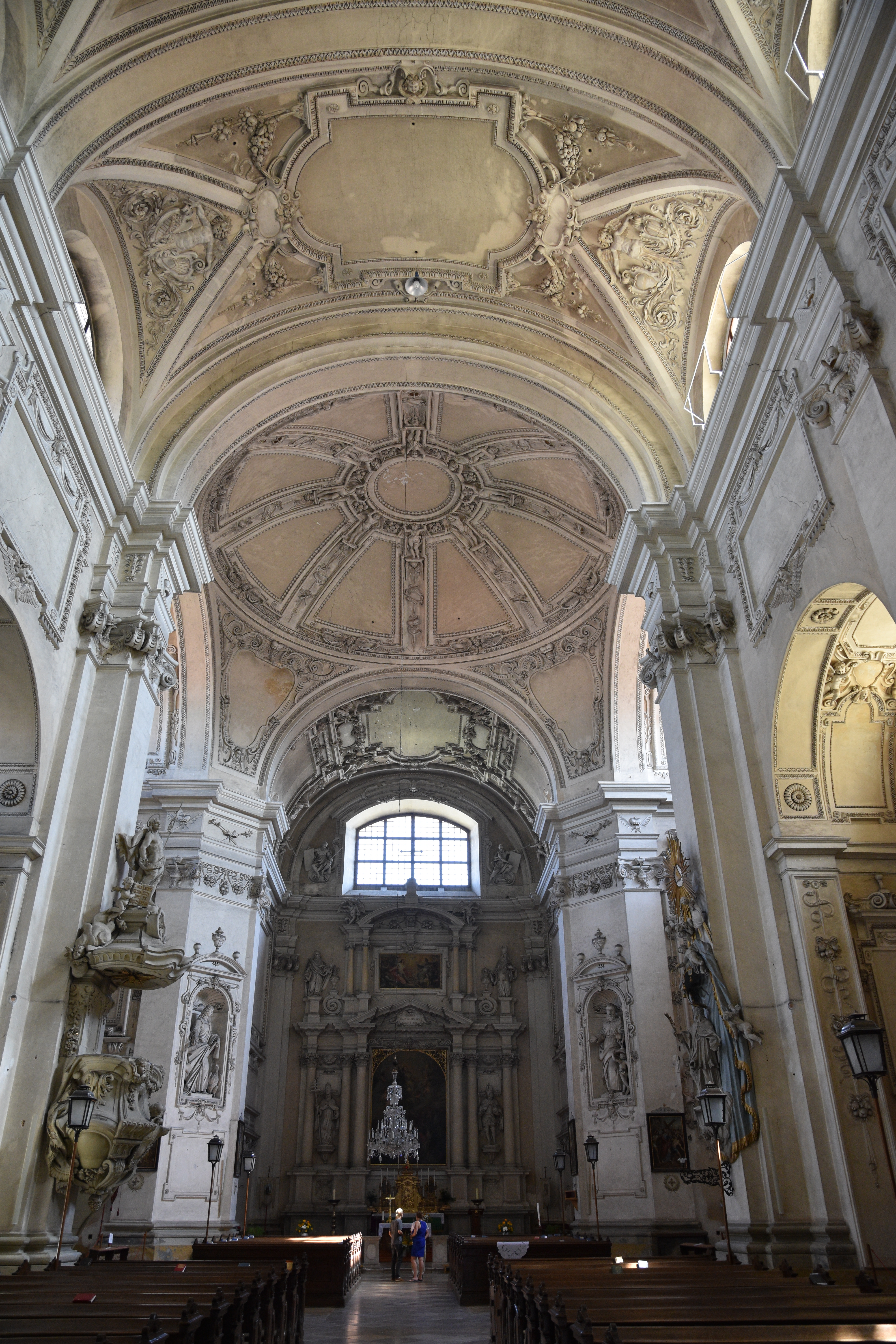
Интерьер храма
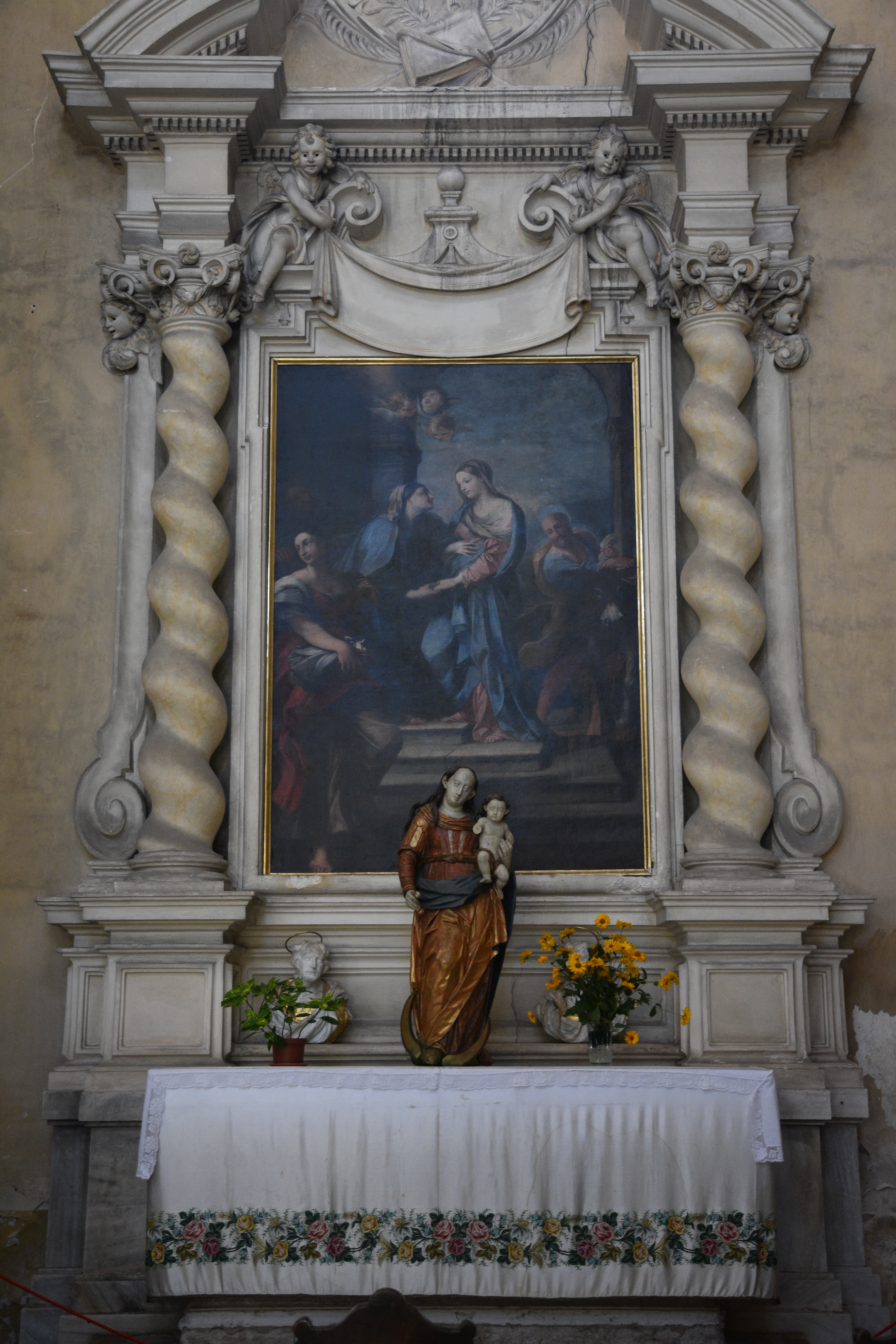
«Встреча Марии и Елизаветы», неизвестный автор
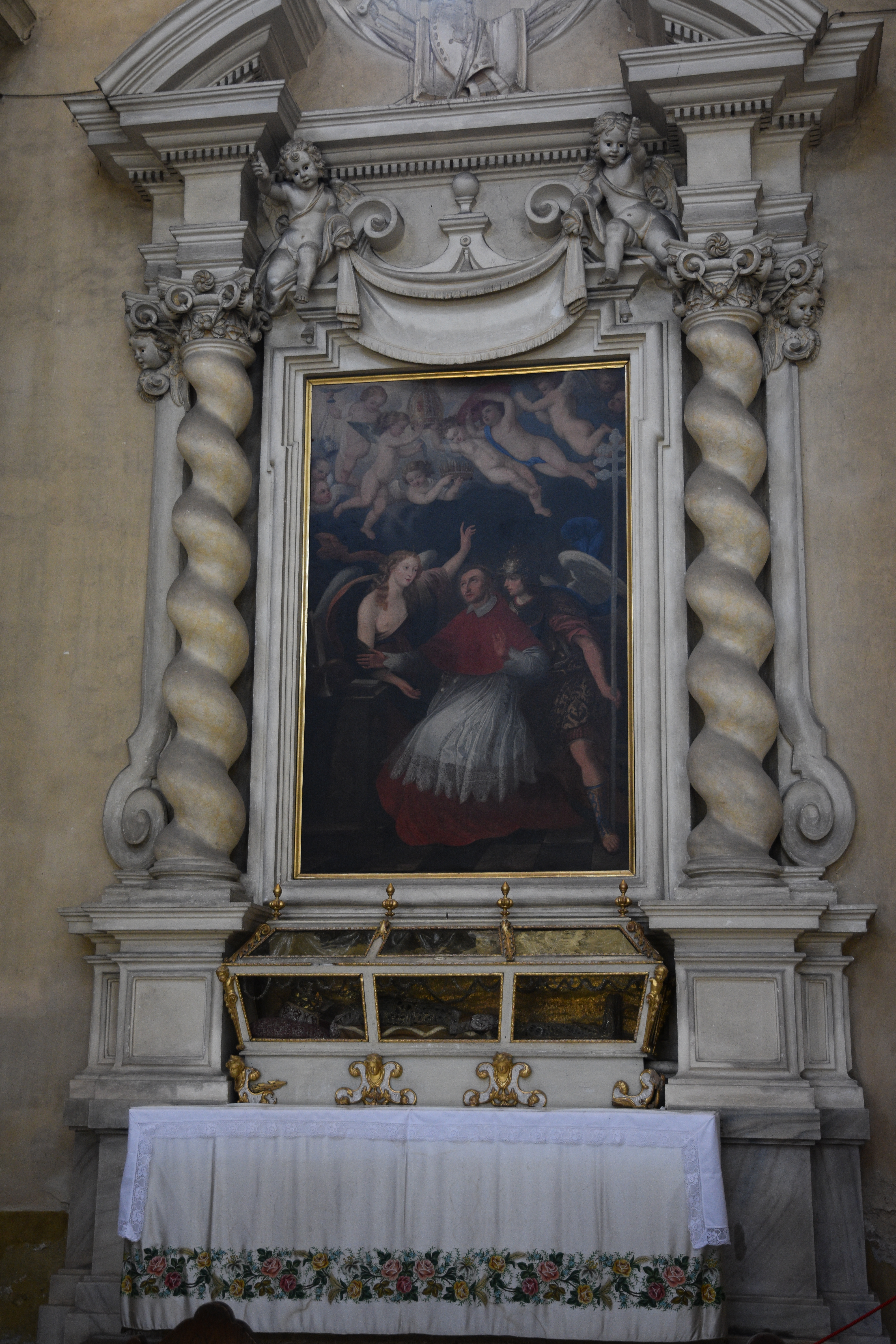
«Карло Борромео», неизвестный автор
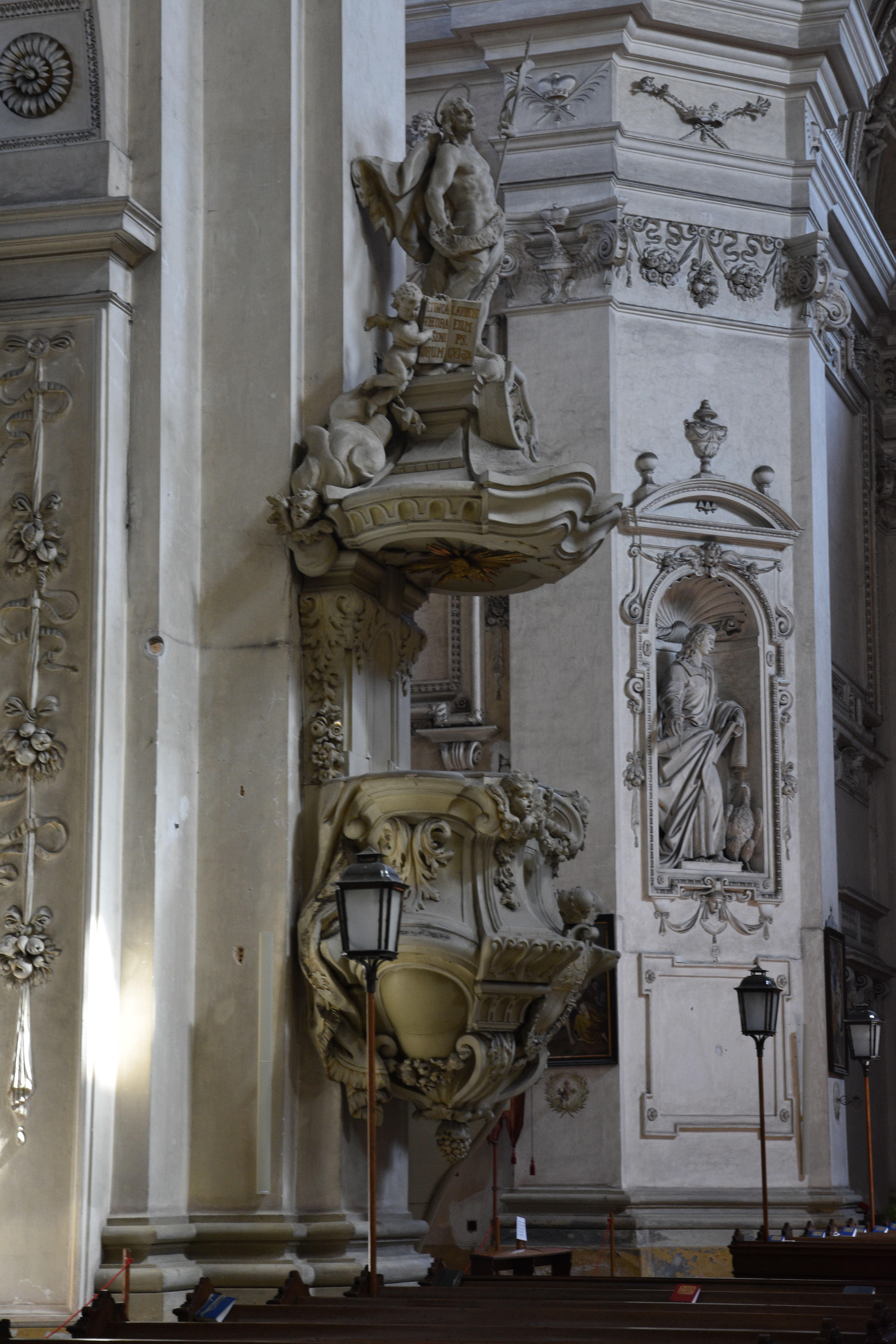
Кафедра храма
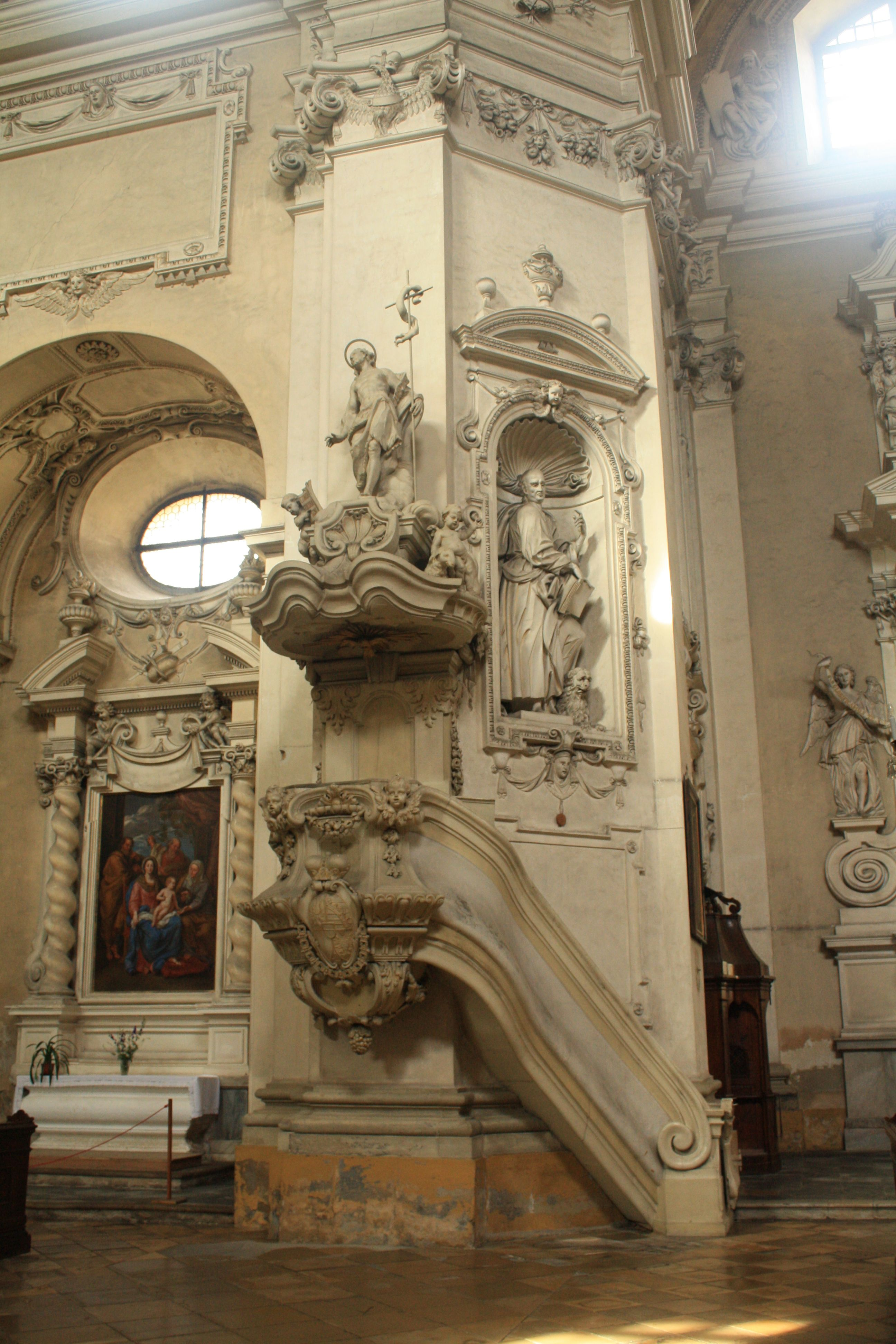
Кафедра храма, другой ракурс
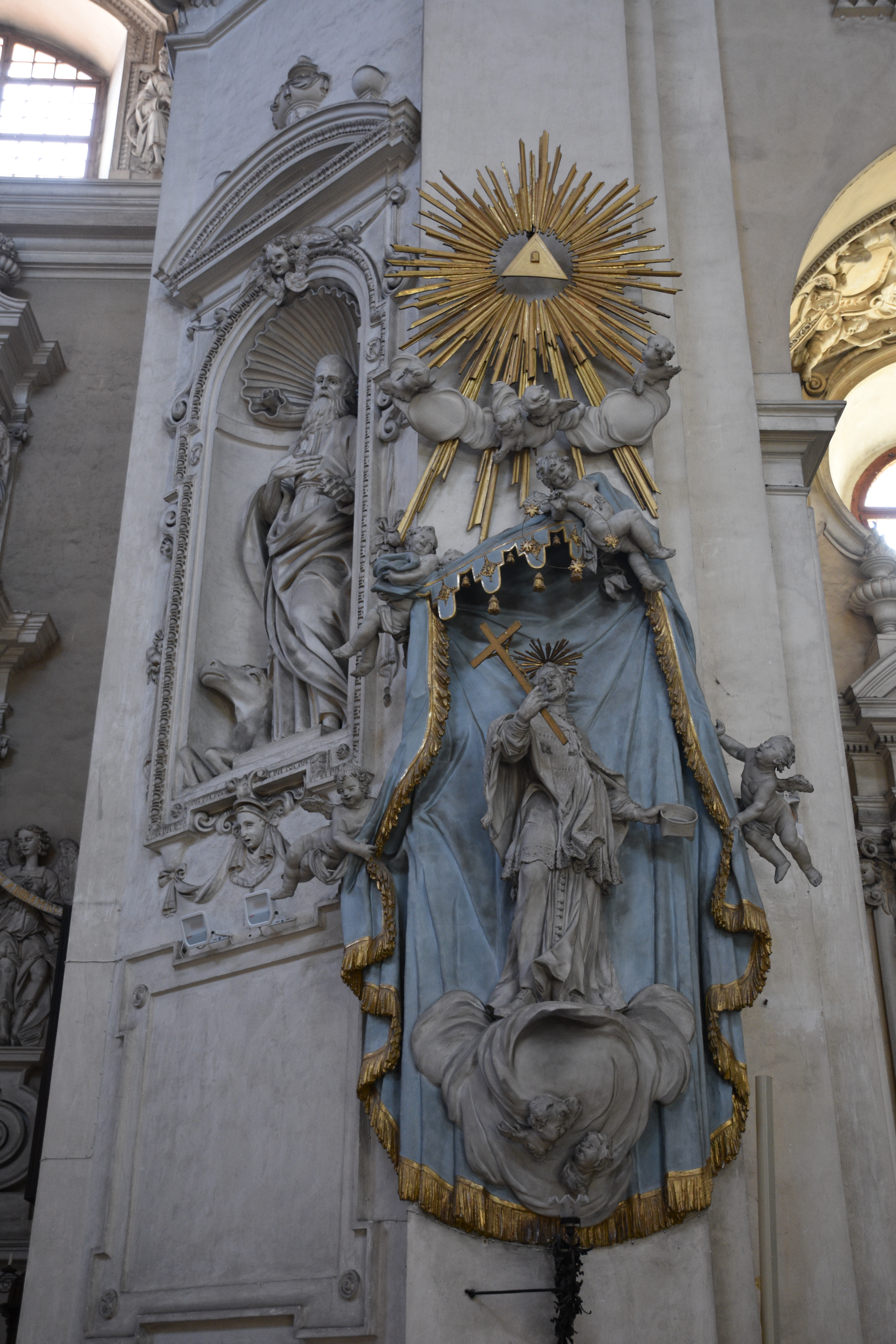
Cкульптура Яна Непомуцкого работы Игнаца Лангелахера
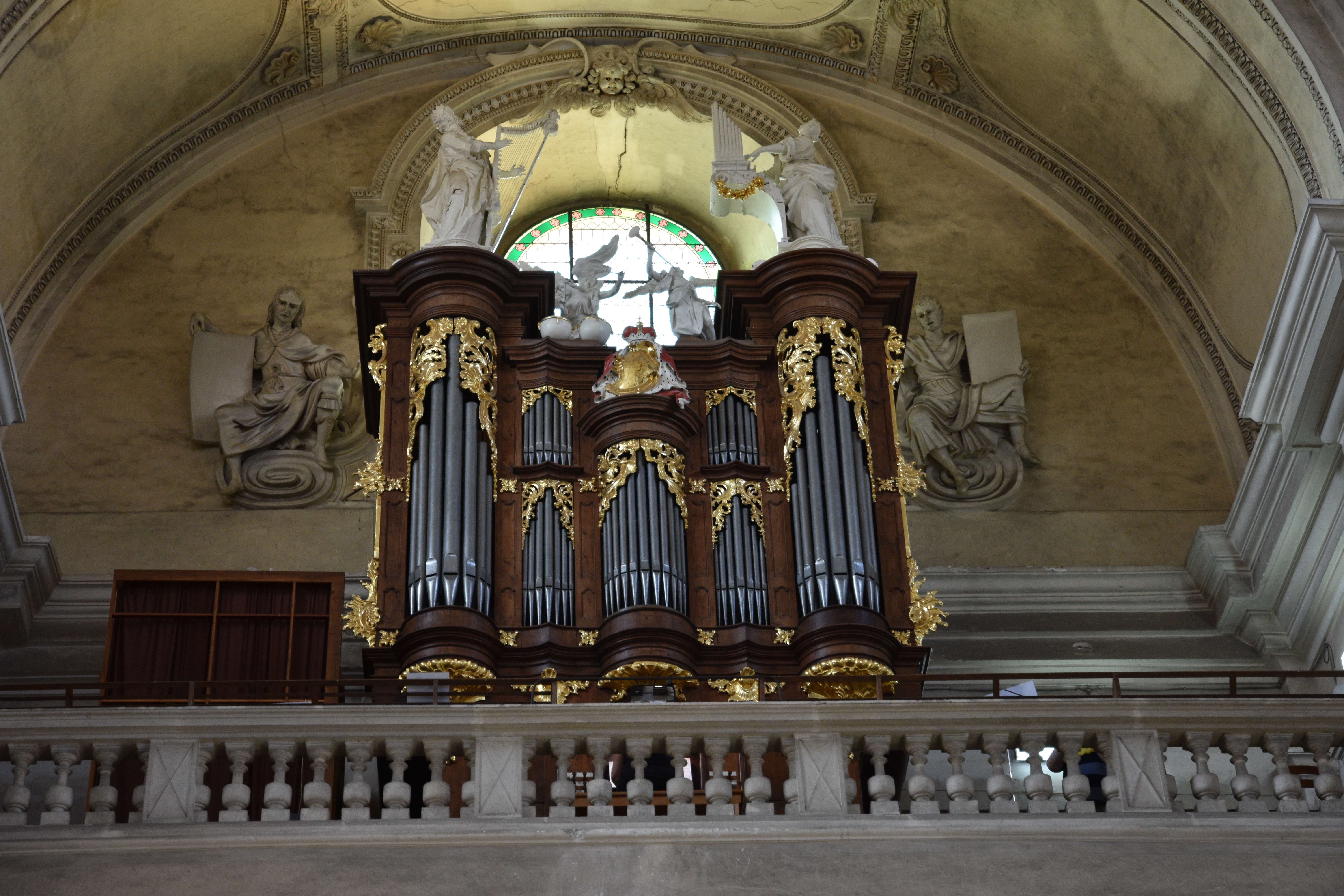
Орган работы Иоганна Хенке[нем.]